# Lucinda Whitty
Pour les articles homonymes, voir Whitty.
Lucinda Whitty, née le 9 novembre 1989 à Darlinghurst, un quartier de Sydney (Nouvelle-Galles du Sud), est une skipper australienne. Elle a remporté une médaille d'argent olympique en Elliott 6m. 

## Palmarès
- Jeux olympiques de 2012 : 
  -  Médaille d'argent en Elliott 6m avec Nina Curtis et Olivia Price